# DREAM LINE
「DREAM LINE」（ドリームライン）は、田所あずさの1枚目のシングル。2015年4月22日にLantisから発売された。

## 背景・音楽性
2014年にアルバム『Beyond Myself!』でソロ・デビューした田所の1枚目のシングルとしてリリースされた。楽曲制作の前に作詞を手掛けたyozuca*と話をし、その中で当時の田所の心境や悩みを汲んだ、前向きな部分と後ろ向きな部分が混在した歌詞となっている。『Beyond Myself!』では田所の可能性を模索するため様々な楽曲を歌っていたが、このシングルにおいても様々な楽曲を歌い、方向性を見極めている。

## シングルリリース
2015年4月22日にLantisから発売され、同日より音楽配信が行われている。ビジュアル盤、イラスト盤の2形態でリリースされ、カップリングには「POSITIVE SHAKING」が共通で収録されて、ビジュアル盤には「セツナレター」、イラスト盤には「DEPARTURE」がそれぞれ収録された。共通カップリング曲の「POSITIVE SHAKING」は、音楽番組の収録をイメージしたミュージック・ビデオが制作されている。また同曲はバラエティ番組『声龍門』のエンディング・テーマに起用された。イラスト盤のジャケットは田所が出演していた『アイカツ!』のキャラクターデザインを務めたやぐちひろこによる描き下ろしイラストが使用されており、リボンは田所が演じる霧矢あおいと同じものになっている。

## シングル収録内容

### ビジュアル盤
| #         | タイトル             | 作詞      | 作曲      | 編曲      | 時間  |
| --------- | -------------------- | --------- | --------- | --------- | ----- |
| 1.        | 「DREAM LINE」       | yozuca*   | 俊龍      | 加藤大祐  | 4:43  |
| 2.        | 「POSITIVE SHAKING」 | 松井洋平  | 俊龍      | EFFY      | 3:28  |
| 3.        | 「セツナレター」     | rino      | 田中一志  | 下川佳代  | 5:26  |
| 合計時間: | 合計時間:            | 合計時間: | 合計時間: | 合計時間: | 13:37 |

### イラスト盤
| #         | タイトル             | 作詞      | 作曲・編曲         | 時間  |
| --------- | -------------------- | --------- | ------------------ | ----- |
| 1.        | 「DREAM LINE」       |           |                    | 4:43  |
| 2.        | 「POSITIVE SHAKING」 |           |                    | 3:28  |
| 3.        | 「DEPARTURE」        | yozuca*   | 鈴木 "DAICHI" 秀行 | 4:06  |
| 合計時間: | 合計時間:            | 合計時間: | 合計時間:          | 12:17 |